# 대니엘 해럴드
대니엘 해럴드(Danielle Harold, 1992년 5월 30일 ~ )는 잉글랜드의 배우이다.

## TV 역할
- 이스트엔더스